# 후새류
후새류(後鰓類, Opisthobranchs /[미지원 입력]ˈpɪsθəbræŋks/)는 대형 분류군의 일종으로 특히 복잡한 해양 복족류이다. 이전에는 이새류의 후새아강 아래에 하나로 묶어 분류했지만 이제는 더 이상 단계통군으로 간주하지 않는다. 진후새류는 후새류의 하위 분류로 단계통군이지만, "전통적인" 후새류와는 차이가 있다.
후새류는 두순류와 낭설류, 무순류의 군소류, 외양의 무각익족류, 유각익족류의 수많은 종들과 갯민숭달팽이류의 많은 과들을 포함하고 있다.
후새류의 학명 "Opisthobranch"는 "뒤쪽의"(後, opistho) 심장 오른쪽에 있는 "아가미"(鰓, brankhia)를 의미하는 라틴어에서 유래한다. 반대로 "Prosobranch"(전새류, 前鰓類)는 (심장) "앞쪽의" "아가미"를 의미한다. 후새류의 특징으로 2쌍의 촉수와 심장 오른쪽의 뒷쪽에 한 개의 아가미가 있다.
후새류 화석은 석탄기까지 거슬러 올라간다.

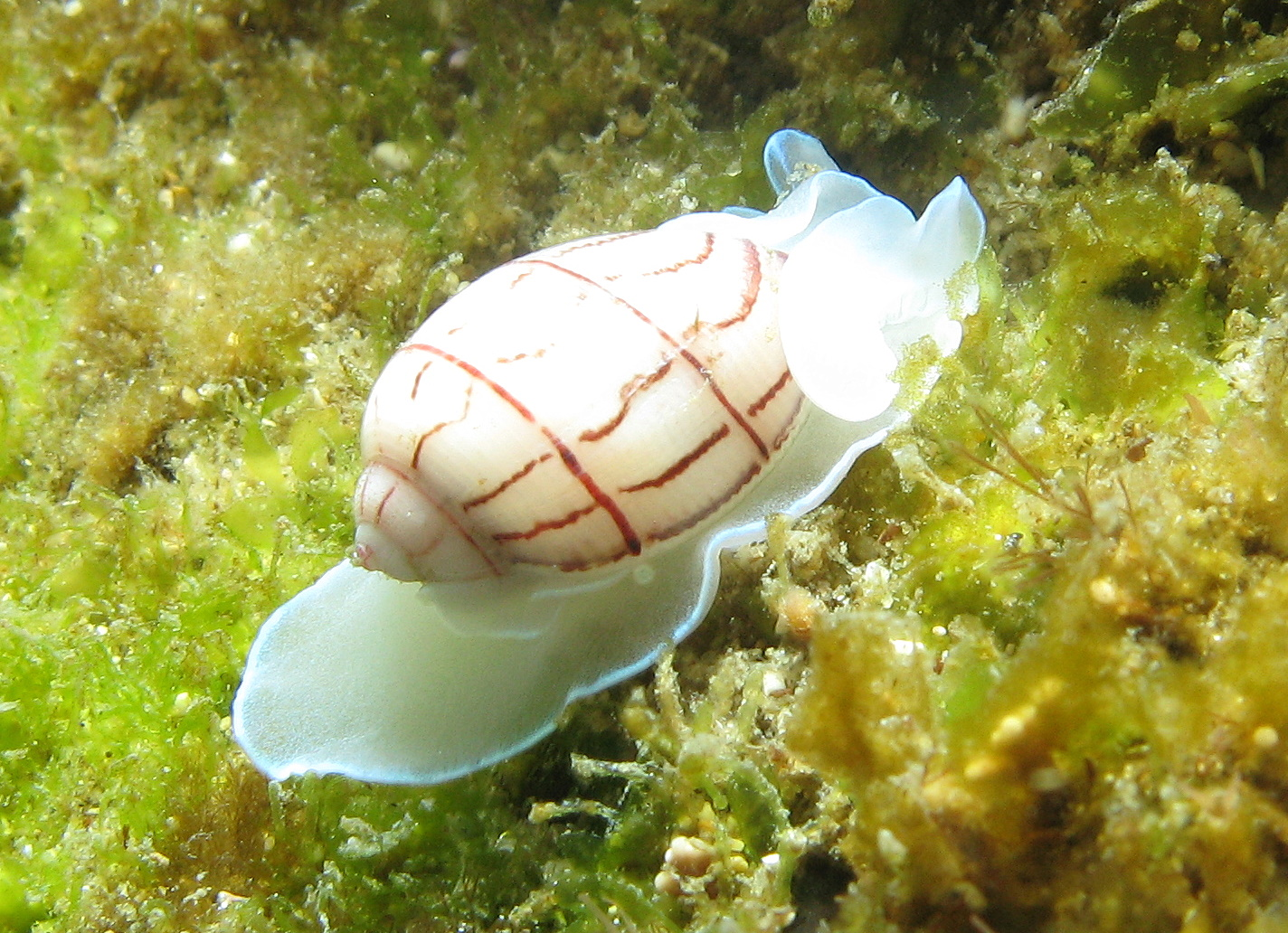
Bullina lineata

## 분류
1931년 티엘레(Johannes Thiele)의 분류 체계는, 복족류를 전새류와 유폐류, 후새류로 나누었다. 나중에 유폐류와 후새류는 한 개의 목으로 통합되었다.

### 린네식 분류
1848년 밀네-에드워즈(Milne-Edwards)의 후새목(Opisthobranchia) 분류
- 두순아목 (Cephalaspidea) P. Fischer, 1883
- 낭설아목 (Sacoglossa) von Ihering, 1876
- 군소아목 (Aplysiomorpha) P. Fischer, 1883
- 배순아목 (Notaspidea) P. Fischer, 1883
- 유각익족아목 (Thecosomata) Blainville, 1824
- 무각익족아목 (Gymnosomata) Blainville, 1824
- 갯민숭달팽이아목 또는 나새아목 (Nudibranchia) Blainville, 1814
  - Anthobranchia Férussac, 1819
  - 지새하목 (Cladobranchia) Willan & Morton, 1984

2004년 11월, 후새류를 7개의 주요 계통군으로 새롭게 정의하는 계통 분류학 연구 결과가 발표되었다. 그러나 이 분류는 이제 더 이상 유효한 계통군으로 간주하지 않으며, 2005년 부쉐와 로크루아의 복족류 분류는 이새류에 속하는 비공식군의 하나로 분류한다. 따라서 최근에는 이 용어를 사용하지 않는다.

## 같이 보기
- 복족류 분류 (부쉐 & 로크루아, 2005년)

## 참고 문헌
- Haszprunar G. (1985). “The Heterobranchia – a new concept of the phylogeny of the higher Gastropoda”. 《Z. F. Zool. Systematik u. Evolutionsforschung Bd.》 23 (1): 15–37.
- Bieler R. (1990). "Haszprunar's "clado-evolutionary" classification of the Gastropoda—a critique". Malacologia 31(2): 371–380, 2 tabs. [28 May; G, Haszprunar's response published in Malacologia, 1990, 32(1): 195–202].
- Bieler R. (1992). “Gastropod phylogeny and systematics”. 《Annual Review of Ecology and Systematics》 23: 311–338. doi:10.1146/annurev.es.23.110192.001523.
- Verena Vonnemann; Michael Schrödl; Annette Klussmann-Kolb; Heike Wägele (2005). “Reconstruction of the phylogeny of the Opisthobranchia (Mollusca: Gastropoda) by means of 18s and 28s rRNA gene sequences”. 《Journal of Molluscan Studies》 71 (2): 113–125. doi:10.1093/mollus/eyi014.